# Franco Battiato
Franco Battiato (provincia de Catania, 23 de marzo de 1945 - provincia de Catania, 18 de mayo de 2021) fue un cantautor, músico y director de cine italiano.
Personalidad entre las más eclécticas y originales de cuantas han aparecido en el panorama cultural italiano de las últimas décadas, pasó por múltiples estilos musicales: los inicios románticos, la música electrónica y el rock progresivo en la década de los setenta, el pop filosófico, la música culta o la música étnica.

## Trayectoria artística
Muy unido a su madre Grazia (que murió en 1994), fue un tenaz autodidacta. Por las mañanas estudiaba como bachiller, trabajaba medio tiempo en un café y por las tardes hacía el profesorado, la única profesión disponible en su lugar de origen.
Con dieciocho años y tras la muerte de su padre se mudó a Milán, centro de la industria musical italiana, en donde comenzaría como ayuda de cocina, repartidor del correo y librero para sostener sus búsquedas musicales y ayudar a su familia, integrada por su madre, prima y tías, dedicadas al oficio de la sastrería y la enseñanza de primeras letras.
Durante algunos años fue guitarrista y pianista en restaurantes, organista en ceremonias religiosas, programas de radio y televisión. Sus primeros sueldos los invirtió en grabar discos de limitado tiraje que repartía en estaciones de radio.
En 1965 se presentó al Festival de la Canción de San Remo con la canción «L’amore é partito» (‘el amor ha partido’).
Ya para 1968 obtuvo su primer contrato musical con la empresa discográfica Philips y comenzó cantando versiones de canciones de música pop.
Por esa época grabó el tema romántico «È l’amore» (‘es el amor’), con el que logró cierto reconocimiento.
En la década de los setenta, durante el servicio militar conoce al músico experimental Juri Camisasca (1951-), y colabora con él en la agrupación Osage Tribe, una banda italiana de rock psicodélico y progresivo.
Paralelamente, como solista, lanza el sencillo La convenzione / Paranoia (1971), y profundiza en su experimentación con la música electrónica, produciendo una serie de LP que en su momento pasaron desapercibidos, pero que hoy en día son considerados discos de culto por críticos y oyentes.
En un inicio, Battiato grabó materiales de rock progresivo con énfasis en el sintetizador y los juegos de su propia voz, y en un paulatino proceso fue haciendo su música más conceptual y minimalista.
Su primer LP, Fetus (1971),considerado por muchos el mejor álbum de rock progresivo de los 70 en Europa. El disco fue censurado entonces por tratar temas como el aborto, las relaciones extramaritales y la hipocresía social que comercia con la desgracia, además en su carátula contenía la explícita imagen de un feto de pocos meses. En 1972 Fetus fue reconocido con Premio Billboard Europa a la mejor ópera prima.
Un año más tarde presenta el LP Pollution (1972), que también causó polémica por incluir un tema escrito desde la perspectiva de un pez. También se refirió al cuerpo, a la irresponsabilidad del hombre para con la naturaleza y la explotación del individuo por parte de las industrias. Poco tiempo después aparecen los LP
Sulle corde di Aries (1973),
Clic (1974),
M.elle le “Gladiator” (1975) y también ese mismo año el disco recopilatorio Feed back.
En 1975 cambia de compañía discográfica a Dischi Ricordi.
Con este nuevo contrato publica los LP
Battiato (1975), Juke Box (1976), y L'Egitto prima delle sabbie (1977). Con este disco, Franco Battiato ganó el Premio Stockhausen como «mejor música contemporánea».
En 1977 deja en buenos términos la discográfica Ricordi, y firma con EMI. A partir de ese momento se acerca al género pop, lo que le dio gran popularidad con la audiencia italiana. Durante este período, sus álbumes se trabajaban en colaboración con músicos renombrados de la talla del virtuoso violinista Giusto Pio.
En 1979 edita el álbum L'era del cinghiale bianco. En 1980 presenta el álbum Patriots, y en 1981 el álbum La voce del padrone, el cual logró ser un gran éxito en su país, convirtiéndose en el primer LP italiano en vender más de un millón de copias en un mes. Un año más tarde se pone a la venta el álbum L'arca di Noè, en donde aparecen canciones como «Voglio vederti danzare» (‘yo quiero verte danzar’), entre otras. Con este disco, Battiato ganó fama de ser uno de los músicos más versátiles e inteligentes de Italia. Muchas de sus canciones de ese entonces contenían partes en inglés y en árabe (idioma que Battiato comenzó a estudiar en uno de sus viajes a Turquía). Algunos discos de Battiato también fueron publicados enteramente en español y en inglés.
En 1983 vuelve a los estudios y aparece Orizzonti perduti. En 1984 representa a su país en el Festival de Eurovisión en Luxemburgo con «I treni di Tozeur», formando dúo con Alice y obteniendo el quinto puesto.
Posteriormente, en 1985, lanza los reconocidos álbumes Mondi lontanissimi y Echoes of Sufi dances, de los que se extrajeron los temas para singles, «La estación de los amores» / «Los trenes de Tozeur», «Via Lattea», «Sentimiento nuevo» y «No time no space». Dos años más tarde, sale a la venta el álbum Nómadas. En 1988 presenta Fisiognomica (con el cual vendió más de 300.000 ejemplares) y en 1989 edita el disco en vivo Giubbe rosse el cual contiene «L’oceano di silenzio», que cuenta con la letra de la escritora suiza Fleur Jaeggy (1940-). En España el álbum ve la luz en 1990 con varias canciones cantadas en español grabadas en su concierto en el Teatro Alcalá Palace de Madrid.
Por otro lado, a partir de 1987, Battiato también se dedicó a producir óperas clásicas. Tal es el caso de Génesi (1987), Gilgamesh (1992), Messa arcaica (1994) e Il cavaliere dell' intelletto. Esta última fue la única de las cuatro que no fue publicada en CD.
Franco Battiato inicia la década de los años 90 componiendo la música para la película Benvenuto Cellini y con la producción del álbum Come un cammello in una grondaia (1991). En España se publica una versión en castellano con el título Como un camello en un canalón.
Dos años después aparece el álbum Caffè de la Paix y en 1994 sale a la venta un álbum en vivo titulado Unprotected. En 1990, inicia otra experimentación, esta vez en el área de la pintura, bajo el seudónimo de Süphan Barzani. A partir de ese año 1994 trabaja en conjunto con el filósofo siciliano Manlio Sgalambro (1924-2014), con quien escribió muchas de las letras de los álbumes subsiguientes.
A Battiato le gustaba la vida tranquila en las faldas del Etna. Cultivó estrechas amistades con ministros religiosos de diferentes credos, con filósofos y eruditos como
Umberto Eco (1932-2016),
Raimon Panikkar (1918-2010)
y principalmente con Manlio Sgalambro. Es así como Sgalambro aparece en el álbum L'ombrello e la macchina da cucire en 1995 y en 1996 publican su mejor trabajo en colaboración: L'imboscata. En este álbum se encuentra el éxito «La cura» (‘el cuidado’), escogida ese año como la «mejor canción italiana del año».
También ese mismo año, se publica un álbum doble recopilatorio titulado Battiato studio collection. En 1997 aparece un álbum doble recopilatorio de sus presentaciones en vivo titulado Battiato live collection. En 1998 graba el álbum Gommalacca y cierra la década con el álbum Fleurs (1999). A partir del 2000, se editan los álbumes: Campi magnetici (2000), Ferro battuto (2001).
Battiato era vegetariano, la canción «Sarcofagia», incluida en el álbum Ferro Battuto (2001), se inspira en el tratado de Plutarco Perí sarkofaguías (traducido al latín como De esu carnium, que en castellano quiere decir ‘sobre el consumo de carne’).
En 2002 salió Fleurs 3, y al año siguiente (2003) el doble CD en vivo Last summer dance. Dieci stratagemmi (2004) e Il vuoto (2007).
En 2003 Franco Battiato incursionó por primera vez en el mundo del cine, dirigiendo la película Perduto amor, de la cual también produjo la banda sonora. Esta película ganó el premio Silver Ribbon (‘cinta de plata’) como «mejor director debutante». Poco tiempo después presenta su segunda producción cinematográfica titulada Musikanten, la cual recibió una dura crítica por parte de los especialistas.
En España, Franco Battiato tuvo una muy merecida reputación y sus discos obtuvieron muy buenas ventas. En mayo de 1986 Franco Battiato actuó en el Palacio de los Deportes de Madrid dentro de la programación de las Fiestas de San Isidro de ese año.
Algunos de los álbumes publicados en España, y no mencionados anteriormente, son: Battiato en español (1987), el doble Battiato collection: 29 temas en español (1996), la recopilación La estación de los amores (2005), conteniendo un CD con 19 éxitos en español más un DVD con 25 videoclips. En cuanto a los sencillos, también cabe destacar los titulados: «Cuccurucucu» (1981), «Centro de gravedad permanente» (1982) (canción que inspiró «Venezia» de los Hombres G, según ellos han declarado), «Bandera blanca» (1987), «Nómadas» (1987), «Y te vengo a buscar» (1988), «Carta al gobernador de Libia» (1990), «Pobre patria» (1991), «Yo quiero verte danzar» (nueva edición de 1996) y «Vida en diagonal» (2001).
Battiato ha actuado múltiples veces en España desde mitad de los ochenta hasta 2017 (año en que dejó de subirse a los escenarios), combinando grandes conciertos como los de Barcelona, Bilbao, Madrid, Sevilla, Valencia o Zaragoza, con otros pequeños y llenos de encanto en lugares como Burgos, Cartagena (Festival La Mar de Músicas), Corvera (Asturias), Lanuza (Huesca en el Festival Pirineos Sur) o Logroño, entre otros, mostrando un cuidado y atención a su público que muy pocos artistas han tenido.
Entre noviembre de 2012 y marzo de 2013 fue nombrado Asesor de Cultura de la Región de Sicilia.
En los últimos años, Franco, publicó los álbumes: Fleurs 2 (2008), Inneres auge (2009), la ópera Telesio (2011), Apriti sesamo (2012) que es su último LP en solitario con todos los temas nuevos y que también se editó en español (Ábrete sésamo), Joe Patti's experimental group (2014) y Le nostre anime (2015) con cuatro temas completamente nuevos y varias versiones regrabadas de sus clásicos más representativos. En 2013 publica junto a Antony el magnífico disco grabado en directo desde la Arena de Verona: Del suo veloce volo.
Finalmente en 2019 sale a la luz Torneremo ancora, el que sería su último álbum, pues con esta obra anunció su retirada definitiva de la música.

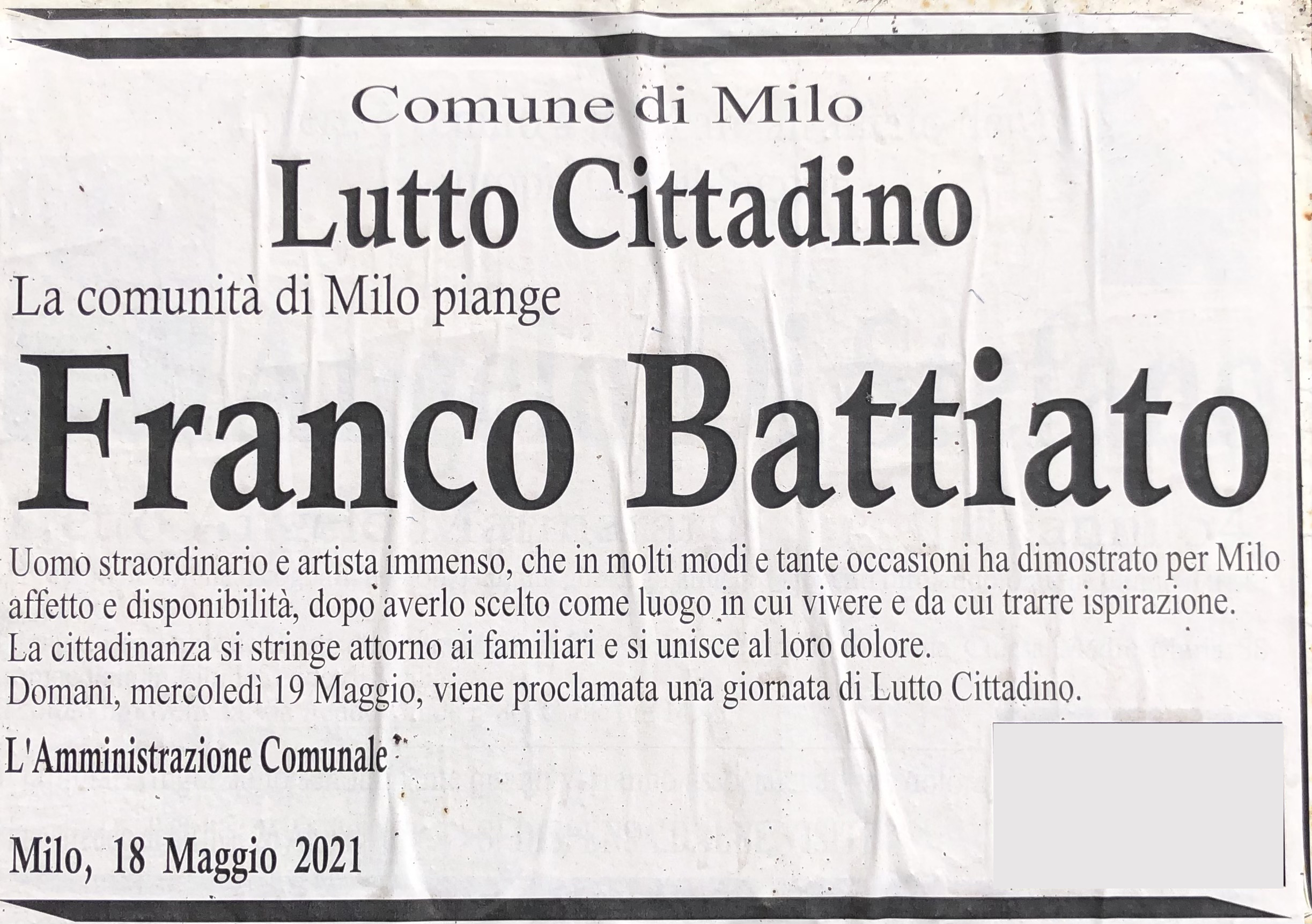
Esquela colocada en las puertas de su casa de Milo.

Battiato murió en la mañana del 18 de mayo de 2021 en su casa de Praino di Milo, a la edad de 76 años. Durante mucho tiempo, su familia quiso mantener su estado de salud en la más estricta confidencialidad. El funeral se celebró al día siguiente en forma estrictamente privada en la capilla de Villa Grazia, su casa. El funeral fue celebrado por dos sacerdotes amigos de Battiato: el padre Guidalberto Bormolini, que vivió de cerca los últimos años de Battiato, presidió la ceremonia en Milo, recogiendo sus pensamientos y confidencias a partir de que le diagnosticaran un mieloma múltiple en noviembre de 2017, que junto con una caída en su casa y la fractura de fémur y pelvis tras una anterior caída en el escenario durante un concierto, fueron determinantes en la marcha definitiva del artista siciliano; y el padre Orazio Barbarino. Ambos estuvieron cerca del cantautor en los últimos meses de su vida; este último declaró a la prensa que el músico «luchaba con una enfermedad degenerativa que lo obligaba a hablar muy poco» desde hacía algún tiempo. En un principio, las cenizas del artista reposarían en su casa de Milo, pero posteriormente fueron enterradas en el cementerio de Riposto, en la capilla familiar.

## Discografía

### Década de 1960
- Prima o poi / E più ti amo (1965, sencillo)
- L'amore è partito / È la fine (1965, sencillo)
- La torre / Le reazioni (1967, sencillo)
- Triste come me / Il mondo va cosí (1967, sencillo)
- È l'amore / Fumo di una sigaretta (1968, sencillo)
- Sembrava una serata come tante (1969, sencillo)

### Década de 1970
- La Convenzione (1971)
- Fetus (1971)
- Pollution (1972)
- Sulle corde di Aries (1973)
- Clic (1974)
- M.lle le “Gladiator” (1975)
- Feed back (1975)
- Battiato (1976)
- Juke box (1977)
- L'Egitto prima delle sabbie (1978)
- L’era del cinghiale bianco (1979)

### Década de 1980
- Patriots (1980)
- La voce del padrone (La voz de su amo) (1981)
- L'arca di Noè (1982)
- Orizzonti perduti (Horizontes perdidos) (1983)
- Mondi Lontanissimi (1985)
- Echoes of Sufi Dances (1985, en inglés)
- Ecos de Danzas Sufí (1985, en español)
- Nómadas (1987, en español)
- Fisiognomica (1988)
- Giubbe Rosse (1989, en directo)

### Década de 1990
- Come un cammello in una grondaia (1991)
- Caffè de la Paix (1993)
- Unprotected (1994, en directo)
- L'ombrello e la macchina da cucire (1995)
- Battiato studio collection (1996, recopilación)
- L'imboscata (1996)
- Shadow light (1996)
- Battiato live collection (1997, en directo)
- Gommalacca (1998)
- Fleurs, álbum de versiones (1999)

### Década de 2000
- Campi magnétici (2000)
- Ferro battuto (2001)
- Hierro forjado (2001 en español)
- Fleurs 3 (2002), álbum de versiones
- Last summer dance (2003, en directo)
- Dieci stratagemmi (2004)
- Il vuoto (2007)
- Fleurs 2 (2008) (3X Platinum)
- Inneres auge (Il tutto e' più della somma delle sue parti) (2009)

### Década de 2010
- Telesio (2011)
- Apriti sesamo (2012)
- Ábrete sésamo (2013, en español)
- Del suo veloce volo (2013), con Anohni
- Joe Patti’s experimental group (2014)
- Le nostre anime (2015)
- Torneremo ancora (2019)

## Filmografía

### Como director
- Perduto amor (2003)
- Musikanten (2005)
- Niente è come sembra (2007)

### Documentales
- La sua figura (2007), sobre la vida de Giuni Russo
- Auguri don Gesualdo (2010), sobre la vida de Gesualdo Bufalino
- Attraversando il Bardo (2014)
- Temporary road. (Una) vita di Franco Battiato, de Giuseppe Pollicelli y Mario Tani (2013)

## Honores y títulos
- Medalla de Oro al Mérito de la Cultura y el Arte (Roma, 2 de abril de 2003)
- Oficial de la Orden del Mérito de la República Italiana (24 de mayo de 2004)
- Doctorado honoris causa en Filología Moderna por la universidad de Catania

## Eponimia
- El asteroide del cinturón principal (18556) Battiato, descubierto en 1997, recibió este nombre en su honor. Battiato era miembro honorario de una asociación astronómica siciliana, la Associazione Astrofili Ionico-Etnei. A través del telescopio de esa asociación observaba el universo, inspirándose para sus canciones.[12]